# Tollshock
Tollshock (Hausschreibweise: TollShock) ist ein deutsches, in Berlin ansässiges Unternehmen der Musikindustrie. Es ist tätig als Mailorder und Independent-Label sowie im Booking und Management. Als Musiklabel ist Tollshock spätestens 1994 aktiv geworden und hat bis einschließlich des Jahres 2000 zwölf Veröffentlichungen, vor allem von Fluchtweg, auf den Weg gebracht. Die nächsten drei Alben kamen 2007 sowie 2013 und 2014 heraus.

## Albumveröffentlichungen (Auswahl)
- 1994: Fluchtweg – Tempo, Tempo (TS 002)
- 1997: N.O.E. – Deutsche Fratze (TS 005)
- 2000: 1. Mai 87 – Rip Off (TS 012)
- 2013: The Movement – Fools Like You (TS 014)
- 2014: The Pokes – Mayday (TS 015)